# Liste der Einträge im National Register of Historic Places im Runnels County
Die Liste der Registered Historic Places im Runnels County führt alle Bauwerke und historischen Stätten im texanischen Runnels County auf, die in das National Register of Historic Places aufgenommen wurden.

## Aktuelle Einträge
| Lfd. Nr. | Name                       | Bild | Datum der Eintragung | Adresse/Lage          | Ort       | ID       | Beschreibung |
| -------- | -------------------------- | ---- | -------------------- | --------------------- | --------- | -------- | ------------ |
| 1        | Ballinger Carnegie Library |      | 18. Juni 1975        | 204 N. 8th St.        | Ballinger | 75002002 |              |
| 2        | Edwin and Hattie Day House |      | 3. Jan. 1985         | 302 N. Broadway       | Ballinger | 85000047 |              |
| 3        | Thiele, J., Building       |      | 29. Juni 1976        | Robinson and 2nd Sts. | Miles     | 76002061 |              |
| 4        | Van Pelt House             |      | 3. Dez. 1980         | 209 10th St.          | Ballinger | 80004146 |              |